# Sarah Logan
Sarah Rowe (* 10. September 1993 in Louisville, Kentucky) ist eine amerikanische Wrestlerin, die derzeit unter ihrem Ringnamen Valhalla bei der WWE unter Vertrag steht, und in deren Show SmackDown! auftritt.

## Privatleben
Während ihrer Zeit bei WWE liierte sie sich mit Erik. Das Paar heiratete am 21. Dezember 2018 bei einer Wikinger-Hochzeit. Am 9. Februar 2021 bekamen sie einen Sohn namens Raymond Cash Rowe.

## Wrestling-Karriere

### Erste Anfänge (2011–2016)
Sie begann ihre Wrestlingkarriere im Jahr 2011 unter dem Ringnamen Crazy Mary Dobson. Ihr erstes Match bestritt sie gegen Mickie Knuckles für die Promotion IWA East Coast Promotion. Dobson bestritt während dieser Zeit Matches für verschiedene unabhängige Wrestling-Promotions in den Vereinigten Staaten und Europa, darunter Insane Championship Wrestling, Shimmer Women Athletes, Ring of Honor und Juggalo Championship Wrestling (JCW). Am 21. Februar 2015 tat sich Dobson bei JCWs Take Me Home Show mit Mad Man Pondo zusammen, um The Hooligans Devin Cutter und Mason Cutter zu besiegen und die JCW Tag Team Championships zu gewinnen.

### World Wrestling Entertainment (2014–2020)
Ihren ersten Auftritt für die WWE hatte sie am 1. September 2014, als sie als Maskenbildnerin für The Miz bei Raw auftrat. Am 17. November gab sie ihr Debüt für NXT bei der Ticket Party von WWE WrestleMania 33, hier besiegte sie Macey Estrella. Am 11. Januar 2017 gab sie ihr Fernsehdebüt in einem Tag-Team-Match mit Macey Evans gegen The Iconics Bille Kay und Peyton Royce, dieses verloren sie. Nach einigen Niederlagen bei NXT blieb sie aus den Shows.
Am 21. November 2017 debütierte sie zusammen mit Ruby Riott und Liv Morgan als The Riott Squad bei SmackDown. Hier attackierten sie Becky Lynch und Naomi und griffen später in einem Match zwischen Charlotte Flair und Natalya ein. Bis Mitte 2018, bis sie zu Raw gedraftet wurden, bestritten sie immer wieder Matches gegen Flair, Naomi und Lynch. Nachdem sie 2018 bei Raw debütierten, bestritten sie ein Match gegen Bayley und Sasha Banks, welches jedoch im No Contest endete. Am 16. Juli 2018 gewann sie ihr erstes Singles Match im Main Roster, indem sie Ember Moon besiegte. Am 17. Februar 2019 bestritt sie bei Elimination Chamber ein Elimination Chamber Match, um die ersten Titelträger für die WWE Women’s Tag Team Championship zu ermitteln, dieses Match verloren sie.
Am 16. April 2019 trennte man das Stable, indem Liv Morgan zu SmackDown gedraftet wurde. Sie begann dann als Einzelkämpferin weiterzumachen und startete eine Fehde mit Dana Brooke, diese konnte sie gewinnen. Am 6. Januar 2020 begann sie eine Fehde mit Charlotte Flair, diese konnte sie nicht gewinnen. Hiernach bestritt sie kaum noch Matches im Fernsehen. Am 15. April 2020 wurde sie aufgrund der COVID-19-Pandemie von der WWE entlassen. Am 22. Juni 2020 verkündete sie über Instagram ihren Abtritt vom Pro-Wrestling.

### Rückkehr zu World Wrestling Entertainment (seit 2022)
Am 29. Januar 2022 kehrte sie zur WWE zurück, indem sie beim WWE Royal Rumble (2022) mit der Startnummer 25 antrat, das Match konnte sie nicht gewinnen. Im November 2022 kehrte sie dann Full-Time zurück und schloss sich den Viking Raiders, dem Tag Team ihres Ehemanns Erik Rowe, an. Dazu passend bekam sie das Gimmick einer nordischen Seherin und den neuen Ringnamen Valhalla. Erik Rowe tritt meist als Begleiterin auf, ist aber auch gelegentlich selbst im Ring aktiv.

## Titel und Auszeichnungen
- American Pro Wrestling Alliance
  - APWA World Ladies Championship (1×)

- Juggalo Championship Wrestling
  - JCW Tag Team Championship (1×) mit Mad Man Pondo

- Pro Wrestling Illustrated
  - Nummer 33 der Top 100 Wrestlerinnen in der PWI der Frauen in 2018

- Resistance Pro Wrestling
  - RPW Women’s Championship (1×)
  - Samuel J. Thompson Memorial Women’s Tournament (2015)